# Paratriphleps laeviuscula
Paratriphleps laeviuscula är en insektsart som beskrevs av Champion 1900. Paratriphleps laeviuscula ingår i släktet Paratriphleps och familjen näbbskinnbaggar. Inga underarter finns listade i Catalogue of Life.